# Romírion
Romírion (Ρομίρι, Romiri) är en ort i Grekland.   Den ligger i prefekturen Nomós Zakýnthou och regionen Joniska öarna, i den sydvästra delen av landet, 260 km väster om huvudstaden Aten. Romírion ligger 124 meter över havet och antalet invånare är 605. Den ligger på ön Zakynthos.
Terrängen runt Romírion är kuperad åt sydväst, men åt nordost är den platt. Terrängen runt Romírion sluttar österut.  Närmaste större samhälle är Zákynthos, 7,6 km nordost om Romírion. I omgivningarna runt Romírion växer i huvudsak blandskog.